# Иосиф Заоникиевский
Ио́сиф Заони́киевский (в миру Илларио́н Амвро́симов; ок. 1530 — 21 сентября 1612) — монах Русской православной церкви, основатель Заоникиевской пустыни. Почитается Русской церковью в лике преподобных, память совершается 23 июня и 21 сентября (по юлианскому календарю).
В миру был крестьянином деревни Обухово Вологодской губернии. Страдал от болезни глаз и, как повествует житие, получив чудесное исцеление от явившегося ему святого Косьмы, принял решение уйти в монастырь. После 25 лет усердного подвижничества умер в 1612 году. Мощи преподобного Иосифа находятся в основанной им Заоникиевской пустыни.
Предание связывает с преподобным Иосифом явление Заоникиевской иконы Божией Матери.
14 июля 2024 года, в день памяти всех Преподобных отцов Вологодских в подвиге просиявших в вологодском Софийском кафедральном соборе состоялся чин прославления новообретённых святых мощей преподобных Иосифа, Антония и Иоанникия Заоникиевских.